# Ratevo
Ratevo é uma aldeia localizada no município de Berovo, na República da Macedônia do Norte.